# Bitwa morska pod Winchelsea
Bitwa morska pod Winchelsea – starcie zbrojne, które miało miejsce 29 sierpnia 1350 roku.
W roku 1349 hiszpańscy korsarze pod wodzą don Carlosa de la Cerda (40 okrętów) zdobyli w kanale La Manche w pobliżu Sluys kilka brytyjskich okrętów handlowych, których załogi wymordowano. Rok później król angielski Edward III na czele 50 okrętów wypłynął z Winchelsea i dnia 29 sierpnia dopadł Hiszpanów płynących w dół Kanału. W wyniku zaciętej bitwy Anglicy odnieśli całkowite zwycięstwo. Hiszpanie utracili 20 okrętów i wielu ludzi, straty angielskie wyniosły 2 okręty zatopione, 2 uszkodzone.